# Gaslamp Quarter (Tranvía de San Diego)
Gaslamp Quarter es una estación del Trolley de San Diego localizada en el centro de San Diego, California funciona con la Línea Verde . La estación norte de la que procede a esta estación es Centro de Convenciones y la estación siguiente sur es 12th & Imperial Transit Center, siendo esta la última estación de la línea Verde.

## Zona
La estación se encuentra localizada entre Martin Luther King Promenade y la Quinta Avenida cerca de numerosos hoteles y edificios de condominios en el distrito de Gaslamp Quarter, entre ellos el Hard Rock Hotel San Diego, el Omni Hotel San Diego y en frente el famoso Centro de Convenciones de San Diego y también se encuentra cerca el Petco Park.

## Conexiones
La estación no cuenta con conexiones de autobuses en la estación, sin embargo hay rutas cercanas.